# Akwawa
Der Akwawa ist ein 788 Meter hoher Berg im westafrikanischen Ghana.

## Geographie
Der Berg ist Teil des Kwahu-Plateaus in der Eastern Region und befindet sich zwischen Nkawkaw im Nordwesten und Koforidua im Südosten.